# Venedig im Regen
Chansons représentant l'Autriche au Concours Eurovision de la chanson
Keine Mauern mehr
(1990) Zusammen geh'n
(1992)
Venedig im Regen (en français, Venise sous la pluie) est la chanson représentant l'Autriche au Concours Eurovision de la chanson 1991. Elle est interprétée par Thomas Forstner.
La chanson est la sixième de la soirée, suivant Canzone per te interprétée par Sandra Simó pour la Suisse et précédant Un baiser volé interprétée par Sarah Bray pour le Luxembourg.
À la fin des votes, Venedig im Regen  n'obtient aucun point et prend la dernière place sur vingt-deux participants.

## Source de la traduction
- (en) Cet article est partiellement ou en totalité issu de l’article de Wikipédia en anglais intitulé « Venedig im Regen » (voir la liste des auteurs).